# 한지서
한지서(본명: 류숙진, 1981년 6월 13일~2014년 1월 13일)는 대한민국의 가수 겸 배우였으며, 가수 시절 한나(Hannah)라는 예명으로 활동하면서, K-pop, 팝 발라드 음악, 댄스 팝 등의 가요 장르 등을 시도하였다.

## 생애
JYP 엔터테인먼트 연습생 출신 가수였던 한지서는 지난 2002년 가수 강성훈의 2집 '회상' 뮤직비디오 주인공으로 출연해 처음으로 모습을 알리기 시작하였다.
2003년에는 가수 비의 2집 수록곡 '난 또 니가 좋은 거야' 피처링을 돕기도 했으며 2004년에는 한나(Hannah)라는 예명으로 데뷔곡 'Bounce'로 가요계에 정식 데뷔했다. 이어 2006년에는 'Luxury', 2008년에는 'Summer Say'로 활동하였고 2011년에는 배우로 변신해 지금의 예명으로 '돈가방'(2011)과 단편 영화인 '까만 크레파스'(2012)에 출연하였다.
그 후 한동안 연예계 활동이 없었던 한지서는 지난 2014년 1월 13일 공황 장애를 앓다 경기도 성남시 분당구에 위치한 자택에서 자살로 사망하였으며 이 소식은 9개월 뒤인 10월 1일이 되어서야 전해졌다.

## 음반
- 《1집 Bounce》 (2004년)
- 《목걸이》 (2005년)
- 《Luxury》 (2006년)
- 《Summer Say》 (2008년)
- 《Karosu Issue 01》 (with 유리) (2009년)

### 참여 음반
- 《노을 - 2집 New Beginning》 (2004년)
  - 〈Rewind (Feat. 한나)〉
- 《N-Sun - Time 2 Shine》 (2004년)
  - 〈Put `Em Up(Feat. 한나)〉
- 《바나나걸 - 3집 초콜렛》 (2007년)
  - 〈콕(Feat. 한나)〉
- 《S.O Nick - Paradise and Memorise》 (2007년)
  - 〈The taxi(Feat. 한나)〉
- 《써니사이드 - 1집 거짓말을 했다》 (2012년)
  - 〈커피N도넛(Feat. 한나)〉

## 가수 외 활동

### 영화
- 《돈가방》 (2011년)

### 뮤직비디오
- 강성훈 - 회상 (2002년)

### CF
- 스카이 핸드폰 (2003년, 그룹 태사자 출신의 박준석과 함께 출연)